# Shlomo ben Aderet
Shlomo ben Aderet (ebraico: שלמה בן אדרת) (o Solomon/Salomone figlio di Aderet) (Barcellona, 1235 – 1310) è stato un rabbino e teologo spagnolo, noto halakhista e talmudista.
Conosciuto anche col soprannome di Rashba (ebraico: רשב״א),  acronimo del suo titolo e nome: Rabbino Shlomo ben Aderet.

## Biografia
Shlomo divenne un banchiere di successo e un leader degli ebrei spagnoli del suo tempo. Fu rabbino della principale sinagoga di Barcellona per 50 anni. 
I suoi insegnanti furono Nachmanide e Yonah ben Abraham Gerondi. 
Scrisse importanti opere giuridiche e commentari del Talmud.
Ebbe numerosi ed importanti discepoli, tra cui Yom Tov Asevilli e Bahya ben Asher.
Shlomo difese Maimonide nel coevo dibattito sulle sue opere, e autorizzò la traduzione del suo commentario sulla Mishnah dall'arabo all'ebraico.
Nonostante ciò, Shlomò si oppose all'approccio filosofico-razionalistico al giudaismo spesso associato a Maimonide, 
e fece parte del Beth din (tribunale rabbinico) di Barcellona quando esso proibì agli uomini di età inferiore ai 25 anni di studiare la filosofia secolare e le scienze naturali, con la sola eccezione degli studi di medicina.
Il 26 luglio 1305 Shlomo scrisse:

## Opere
- Responsa.

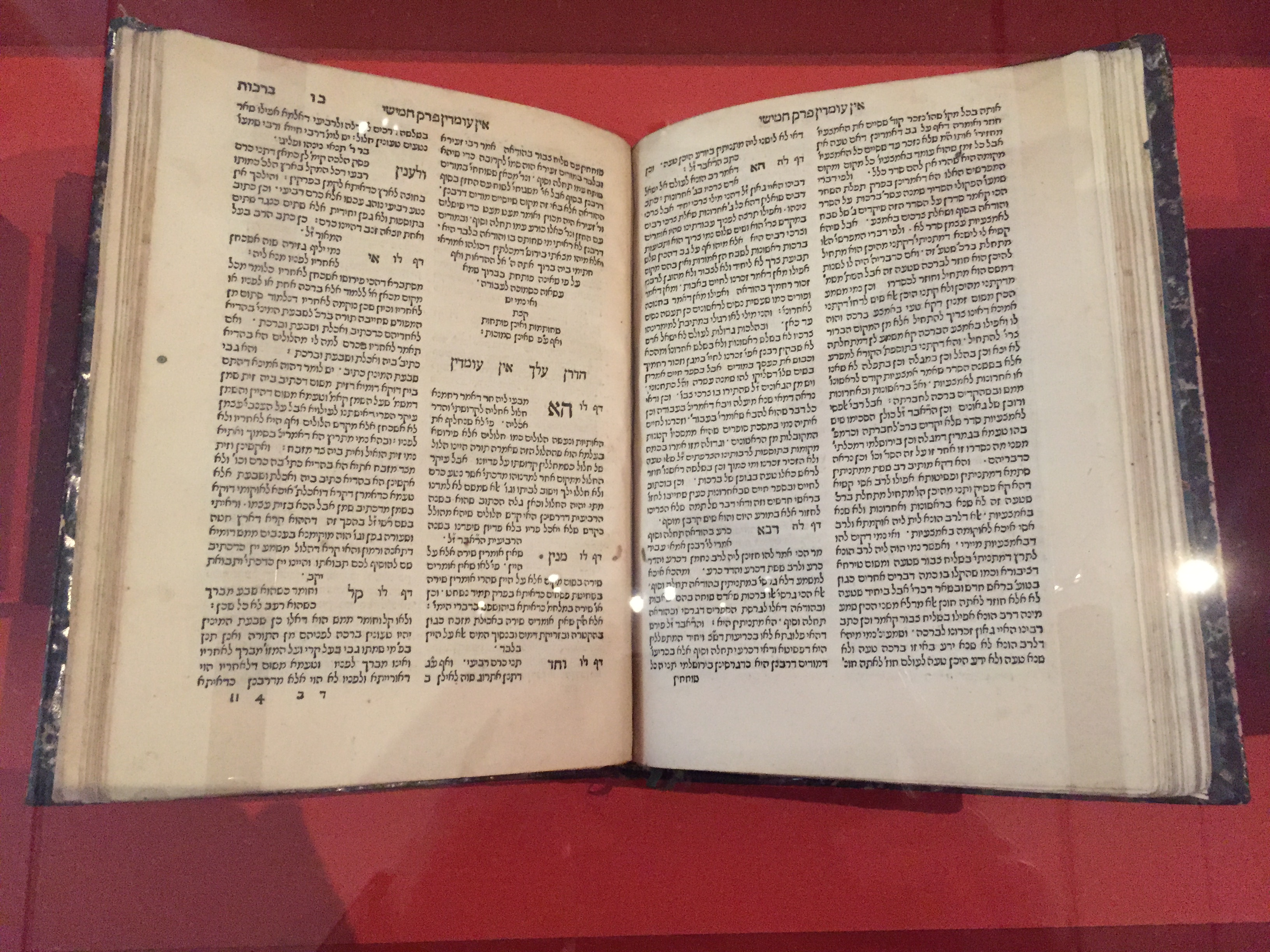
"Hiddushei Berakhot" di Shlomo ben Aderet. Copia stampata da Daniel Bomberg a Venezia nel 1523

Shlomo fu considerato un'importante autorità rabbinica e si conoscono oltre 3000 dei suoi Responsa, 
con questioni a lui rimandate da Spagna, Portogallo, Italia, Francia e Germania; alcune persino dall'Asia Minore. 
Questi Responsa, che coprono tutti gli aspetti della vita ebraica, sono concisi e ampiamente citati dalle autorità halakhiche.
Essi illustrano anche la sua opposizione al messianismo e alle pretese profetiche come fenomeno generale, 
con esempi contro i pretendenti al titolo di Messia come Nissim ben Abraham e Abramo Abulafia.
- Hiddushei HaRashba, un commentario del Talmud.
- Torat HaBayit, un manuale sul Casherut (leggi alimentari) e altre leggi religiose domestiche.
- Mishmeret HaBayit, una difesa del Torat HaBayit contro la critica di Aharon HaLevi.
- Sha'ar HaMayim, opera sulle leggi della Mikveh (bagno rituale).
- Avodat HaKodesh, un manuale sulle leggi dello Shabbat e altre festività ebraiche.

Scrisse inoltre diversi commentari su altre materie.